# Pomaro Monferrato
Pomaro Monferrato (piemontesisch Pomar) ist eine Gemeinde in der italienischen Provinz Alessandria (AL), Region Piemont.

## Lage und Einwohner
Pomaro Monferrato liegt 23 km nördlich von der Provinzhauptstadt Alessandria entfernt, nahe des Po. Die Gemeinde umfasst eine Fläche von 13 km² und hat 304 (Stand 31. Dezember 2023) Einwohner.
Die Nachbargemeinden sind Borgo San Martino, Bozzole, Giarole, Occimiano, Ticineto, Valenza und Valmacca.

### Bevölkerungsentwicklung

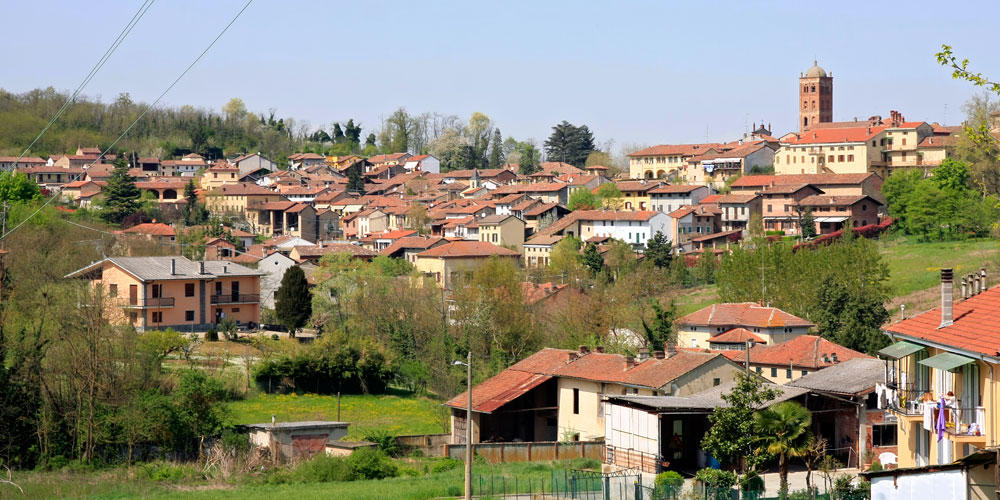
Panorama

## Geschichte

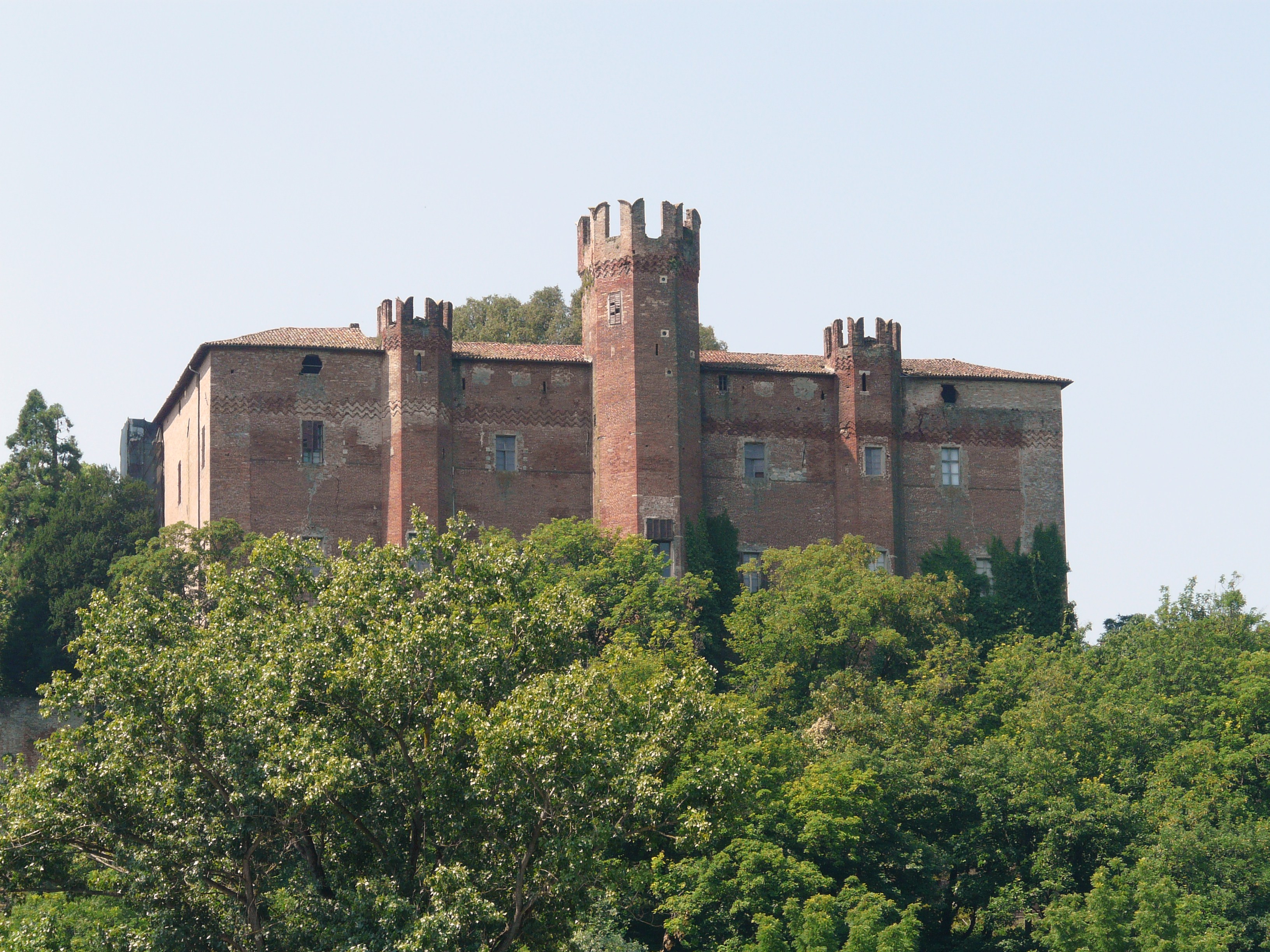
Die Burg

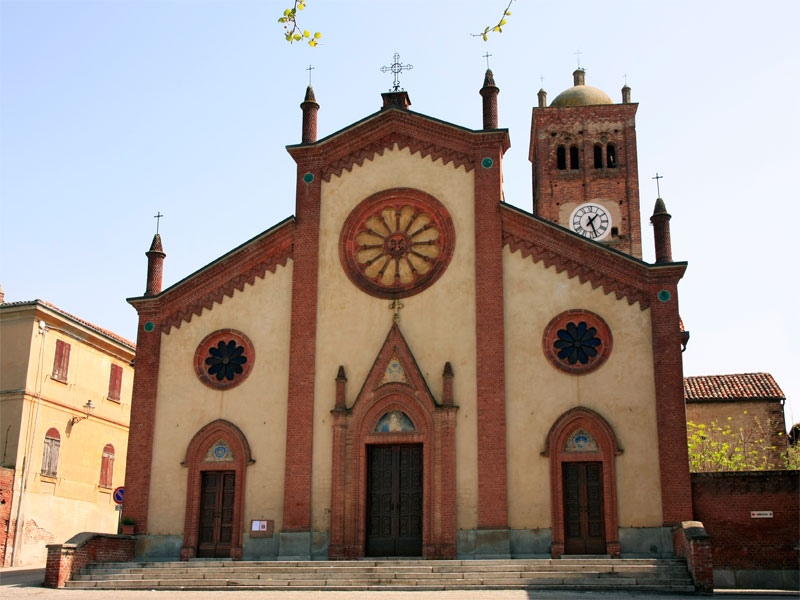
Die Kirche Santa Sabina

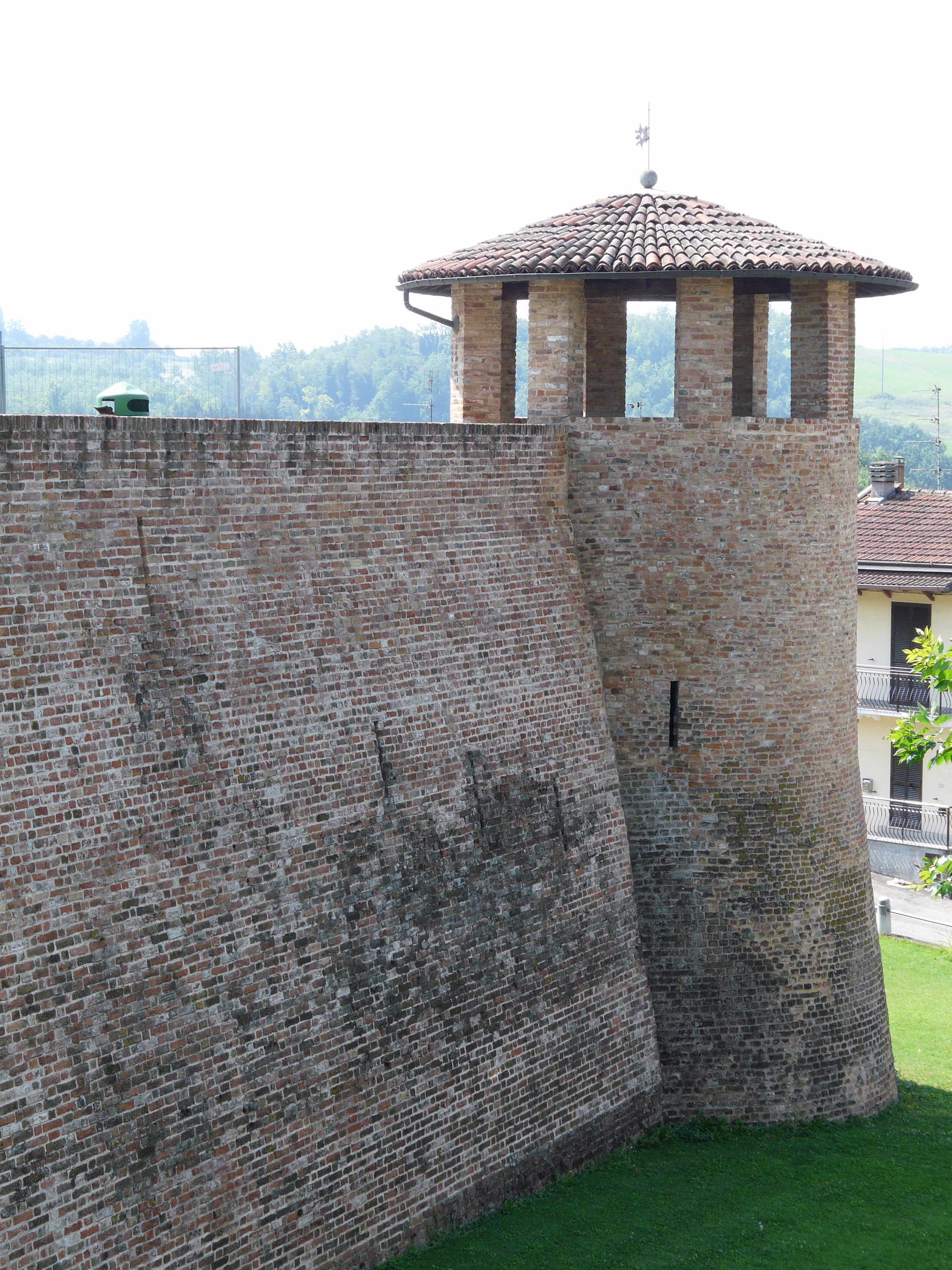
Stadtmauer

Der Ortsname ist seit 934 durch die Form „Pomario“ bezeugt, abgeleitet vom lateinischen POMUM, mit dem Suffix -ARIUM, was „Ort mit Apfelbäumen“ bedeutet, allgemeiner „Obstgarten“. Seine Ursprünge reichen bis ins Mittelalter zurück, wie aus einem Dokument aus dem Jahr 1055 hervorgeht, in dem einige örtliche Vermögenswerte einer kirchlichen Einrichtung bestätigt wurden. 
Unter Friedrich Barbarossa erlangte es größeres politisches und strategisches Gewicht. Im Besitz der Markgrafen von Monferrato wurde es zu Beginn des 13. Jahrhunderts in die Herrschaft von Pavia eingegliedert und im gleichen Zeitraum wurde mit dem Bau der Burg begonnen. Als es in die Hände des Monferrato zurückkehrte, diente es weiterhin als Verteidigungsbollwerk, manchmal für die Casalesen, manchmal für die Mailänder, und folgte damit den Wünschen der verschiedenen Hauptstädte, die es zu einem Gegenstand des Austauschs zwischen den Herren von Mailand und denen des Monferrato machten. 
Im 16. Jahrhundert war es in den Krieg zwischen Spanien und Frankreich verwickelt und wurde, nachdem es unter die Herrschaft der Gonzaga gelangt war, auch Zeuge des sogenannten Dreißigjährigen Krieges. Nach dem Frieden von Utrecht ging es an die Savoyer über, die es an verschiedene Familien belehnten, zuletzt der Familie Della Valle.

## Sehenswürdigkeiten
- Die Burg, heute ein stattlicher Palast mit U-förmigem Grundriss und drei polygonalen Türmen, die von schwalbenschwanzförmigen Zinnen gekrönt sind. Die Burg wurde im 13. Jahrhundert erbaut und später mit einer mächtigen Mauer ausgestattet. Es wurde 1929 auf Beschluss der Marquise Della Valle renoviert. Die Arbeiten brachten architektonische Elemente im mittelalterlichen Stil ans Licht. An das Schloss angeschlossen ist der Garten aus dem 19. Jahrhundert.
- Die Pfarrkirche Santa Sabina, die 1309 auf einer Vorgängerkirche erbaut wurde.

## Kulinarische Spezialitäten
Bei Pomaro Monferrato werden Reben der Sorte Barbera für den Barbera del Monferrato, einen Rotwein mit DOC Status angebaut.